# Euprenolepis negrosensis
Euprenolepis negrosensis är en myrart som först beskrevs av Wheeler 1930.  Euprenolepis negrosensis ingår i släktet Euprenolepis och familjen myror. Inga underarter finns listade i Catalogue of Life.